# Paul Pressey
Paul Matthew Pressey (Richmond, 24 dicembre 1958) è un ex cestista e allenatore di pallacanestro statunitense, professionista nella NBA.
È padre di Phil Pressey, cestista professionista.

## Carriera
Venne selezionato dai Milwaukee Bucks al primo giro del Draft NBA 1982 (20ª scelta assoluta).

## Statistiche

### NBA

#### Regular Season
| Anno      | Squadra           | PG  | PT  | MP   | TC%  | 3P%  | TL%  | RP  | AP  | PRP | SP  | PP   |
| --------- | ----------------- | --- | --- | ---- | ---- | ---- | ---- | --- | --- | --- | --- | ---- |
| 1982-1983 | Milwaukee Bucks   | 79  | 18  | 19,3 | 45,7 | 11,1 | 59,7 | 3,6 | 2,6 | 1,3 | 0,6 | 6,7  |
| 1983-1984 | Milwaukee Bucks   | 81  | 18  | 21,4 | 52,3 | 22,2 | 60,0 | 3,5 | 3,1 | 1,1 | 0,6 | 8,3  |
| 1984-1985 | Milwaukee Bucks   | 80  | 80  | 36,0 | 51,7 | 35,0 | 75,8 | 5,4 | 6,8 | 1,6 | 0,7 | 16,1 |
| 1985-1986 | Milwaukee Bucks   | 80  | 80  | 33,8 | 48,8 | 18,2 | 80,6 | 5,0 | 7,8 | 2,1 | 0,9 | 14,3 |
| 1986-1987 | Milwaukee Bucks   | 61  | 60  | 33,7 | 47,7 | 29,1 | 73,8 | 4,9 | 7,2 | 1,8 | 0,8 | 13,9 |
| 1987-1988 | Milwaukee Bucks   | 75  | 75  | 33,1 | 49,1 | 20,5 | 79,8 | 5,0 | 7,0 | 1,5 | 0,5 | 13,1 |
| 1988-1989 | Milwaukee Bucks   | 67  | 62  | 32,4 | 47,4 | 21,8 | 77,6 | 3,9 | 6,6 | 1,8 | 0,7 | 12,1 |
| 1989-1990 | Milwaukee Bucks   | 57  | 2   | 24,6 | 47,2 | 14,0 | 75,8 | 3,0 | 4,3 | 1,2 | 0,4 | 11,0 |
| 1990-1991 | San Antonio Spurs | 70  | 18  | 24,0 | 47,2 | 28,1 | 82,7 | 2,5 | 3,9 | 0,9 | 0,5 | 7,5  |
| 1991-1992 | San Antonio Spurs | 56  | 7   | 13,6 | 37,3 | 14,3 | 68,3 | 1,7 | 2,5 | 0,5 | 0,3 | 2,7  |
| 1992-1993 | G.S. Warriors     | 18  | 0   | 14,9 | 43,9 | 0,0  | 77,8 | 1,7 | 1,7 | 0,6 | 0,3 | 4,4  |
| Carriera  | Carriera          | 724 | 420 | 27,2 | 48,5 | 22,2 | 74,9 | 3,9 | 5,1 | 1,4 | 0,6 | 10,6 |

#### Playoffs
| Anno     | Squadra           | PG | PT | MP   | TC%  | 3P%  | TL%  | RP  | AP  | PRP | SP  | PP   |
| -------- | ----------------- | -- | -- | ---- | ---- | ---- | ---- | --- | --- | --- | --- | ---- |
| 1983     | Milwaukee Bucks   | 9  | -  | 16,7 | 40,4 | 0,0  | 40,0 | 3,7 | 1,6 | 1,0 | 0,7 | 5,1  |
| 1984     | Milwaukee Bucks   | 16 | -  | 21,9 | 52,0 | 0,0  | 67,9 | 3,7 | 3,1 | 1,4 | 0,6 | 8,9  |
| 1985     | Milwaukee Bucks   | 8  | 8  | 37,0 | 51,1 | 33,3 | 81,6 | 6,0 | 7,6 | 2,3 | 0,6 | 15,3 |
| 1986     | Milwaukee Bucks   | 14 | 14 | 37,9 | 48,4 | 33,3 | 76,1 | 4,3 | 7,9 | 1,3 | 0,9 | 16,1 |
| 1987     | Milwaukee Bucks   | 12 | 12 | 38,8 | 46,6 | 12,5 | 73,9 | 5,2 | 8,6 | 2,3 | 0,7 | 14,3 |
| 1988     | Milwaukee Bucks   | 5  | 5  | 35,6 | 46,0 | 33,3 | 76,7 | 3,8 | 6,6 | 0,8 | 0,6 | 14,0 |
| 1990     | Milwaukee Bucks   | 4  | 2  | 32,3 | 43,2 | 0,0  | 80,8 | 5,3 | 7,5 | 1,5 | 0,3 | 14,8 |
| 1991     | San Antonio Spurs | 4  | 0  | 31,0 | 40,6 | 25,0 | 66,7 | 2,8 | 4,0 | 2,0 | 0,8 | 8,3  |
| 1992     | San Antonio Spurs | 3  | 2  | 15,3 | 33,3 | 50,0 | -    | 1,0 | 1,0 | 1,0 | 0,3 | 4,3  |
| Carriera | Carriera          | 75 | 43 | 30,3 | 47,1 | 24,4 | 72,8 | 4,2 | 5,6 | 1,5 | 0,7 | 11,7 |

## Palmarès
- Campione NIT (1981)
- NCAA AP All-America Third Team (1982)
- 2 volte NBA All-Defensive First Team (1985, 1986)
- NBA All-Defensive Second Team (1987)